# Sonny Boswell
Wyatt Boswell, detto Sonny (Greenville, 19 maggio 1919 – Chicago, 19 ottobre 1964), è stato un cestista statunitense.
Dal 2022 è membro del Naismith Memorial Basketball Hall of Fame.

## Carriera
Professionista nella NBL con i Chicago Studebaker Flyers, ha inoltre militato negli Harlem Globetrotters, con cui ha vinto il World Professional Basketball Tournament 1940, venendo anche nominato MVP. Dopo i Flyers ha giocato anche nei New York Renaissance e nei Chicago Monarchs.

## Palmarès
- Campione World Professional Basketball Tournament (1940)
- MVP World Professional Basketball Tournament (1940)
- All-NBL Second Team (1943)
- 2 volte All Tournament Team WPBT (1940, 1942)